# نادين جابر
نادين جابر( 1979 -) روائية،وسيناريست دراما لبنانية.

## مشوارها المهني
درست الحقوق  تلبية لرغبة والديها ثم درست الإخراج المرئي والمسموع لكنها توجهت للكتابة مشروع تخرجها فكان الحلقة الأولى من مسلسل "غزل البنات" الذي تبناه المخرج زياد شويري
في العام 2024 تم شراء حقوق قصة مسلسل للموت الذي قامت بكتابته بأجزائه الثلاثة من قبل قناة تركية ليحول إلى مسلسل تركي 

### حياتها الأسرية
تزوجت مدنياً من أنطوان الخوري لكونه من الديانة المسيحية وهي مسلمة رزقت منه بابنها داني

## أعمالها
| العام | العمل       | نوعه  | المخرج           |
| ----- | ----------- | ----- | ---------------- |
| 2024  | ع أمل       | مسلسل | رامي حنا         |
| 2023  | للموت ج3    | مسلسل | فيليب أسمر       |
| 2022  | للموت ج2    | مسلسل | فيليب أسمر       |
| 2021  | للموت       | مسلسل | فيليب أسمر       |
| 2021  | عشرين عشرين | مسلسل | فيليب أسمر       |
| 2021  | صالون زهرة  | مسلسل | جو بو عيد        |
| 2021  | لا حكم عليه | مسلسل | فيليب أسمر       |
| 2019  | عروس بيروت  | مسلسل | فكرت قاضي        |
| 2017  | بلحظة       | مسلسل | أسامة شهاب الحمد |
| 2015  | قصة حب      | مسلسل | فيليب أسمر       |
| 2014  | غزل البنات  | مسلسل | رندلى قديح       |
| 2014  | لو          | مسلسل | سامر البرقاوي    |

## إخراج
- (2014):غزل البنات

مخرج مساعد
- (2011):بلا ذاكرة مساعد مخرج
- (2010):لو ما انقطعت الكهربا

مساعد مخرج

## جوائز
- لبنان: جائزة الموريكس دور  عن أفضل كاتبة سيناريو عن مسلسل للموت 3
2023

- لبنان:تكريم في مهرجان بياف 2024[6]